# Rojas Cove
Die Rojas Cove (spanisch Ensenada Rojas) ist eine Nebenbucht der Discovery Bay von Greenwich Island im Archipel der Südlichen Shetlandinseln. Sie liegt zwischen dem Bascopé Point und der Guesalaga-Halbinsel.
Wissenschaftler der 1. Chilenischen Antarktisexpedition (1946–1947) benannten sie. Namensgeber ist Gabriel Rojas Parker, Kapitän der Angamos bei dieser Forschungsreise. Das UK Antarctic Place-Names Committee übertrug die Benennung 2004 ins Englische.